# Света Троица (Липен)
„Света Троица“ е православен храм в монтанското село Липен, част от Видинската епархия на Българската православна църква.

## История
В 1898 година църквата е изписана от дебърските майстори Мирон Илиев, Велко Илиев, Григор Петров и Мелетий Божинов.